# Richard Martin (Anglist)
Richard G. C. Martin (* 5. Dezember 1934 in London; † 15. April 2022) war ein britisch-deutscher Anglist und Hochschullehrer.

## Leben und Wirken
Richard Martin studierte Anglistik an der University of Cambridge und erwarb dort 1956 bzw. 1960 den Bachelor- bzw. Magistergrad. Nach kürzerer Tätigkeit als Lehrer für Englische Sprache in Dänemark, Italien und Deutschland (1960 bis 1963) begann er 1963 eine Lektorentätigkeit an der Ruhr-Universität Bochum, wo er 1971 mit einer Arbeit über den britischen Schriftsteller Edward Morgan Forster promovierte. 1973 wechselte er an die Rheinisch-Westfälische Technische Hochschule Aachen, dort hatte er eine neu geschaffene Professur für Neuere englische und amerikanische Literatur erhalten. Im Jahre 1998 trat er in den Ruhestand. Im Rahmen seiner Lehrtätigkeit lud er zahlreiche Schriftsteller aus Großbritannien und den USA zu Lesungen an der Aachener Hochschule ein.

## Veröffentlichungen (Auswahl)
- The love that failed. Ideal and reality in the writings of E. M. Forster (= Studies in English literature, Bd. 84). Mouton, The Hague 1974 (= Dissertation Ruhr-Universität Bochum).
- (Hrsg., mit Dagmar Pohlenz): F. Scott Fitzgerald / The Great Gatsby. Zwei Teile (Students' book, Teacher's book) (= Texts for English and American studies, Bd. 14). Schöningh, Paderborn 1984, ISBN 3-506-41091-1 und ISBN 3-506-41092-X).
- Cooper - Der letzte Mohikaner. In: Helmut Siepmann/Franz-Rutger Hausmann (Hrsg.): Vom "Rolandslied" zum "Namen der Rose" (= Meisterwerke der Weltliteratur, Bd. 1). Romanistischer Verlag, Bonn 1987, S. 135–154, ISBN 3-924888-26-4.
- Ink in her blood. The life and crime fiction of Margery Allingham. UMI Research Press, Ann Arbor 1988, ISBN 0-8357-1923-5.

- Reading life – writing fiction. An introduction to novels by American women, 1920–1940 (= Aachen British and American studies, Bd. 3). Lang, Frankfurt/M. 1994, ISBN 3-631-46517-3.
- (Hrsg., mit Ellen J. Friedman): Utterly other discourse. The texts of Christine Brooke-Rose. Dalkey Archive Press, Normal, IL 1995, ISBN 1-56478-079-1.
- Fragments from here and there. Some memories. Janus Publ., London 1999, ISBN 1-85756-415-4.
- (Übers.): Jürgen Nendza / Die Gelegenheit der Wiese. Selected poems. Aus dem Dt. übertragen von Richard Martin. Landpresse, Weilerswist 2007, ISBN 3-935221-81-9.

Außerdem Aufsätze in Fachzeitschriften.
Festschrift
- Hanjo Berressem/Bernd Herzogenrath (Hrsg.): Near encounters. Festschrift für Richard Martin. Lang, Frankfurt/M. 1995, ISBN 3-631-48552-2.